# Loperhet
 Loperhet  (en bretón Loperc'hed) es una población y comuna francesa, situada en la región de Bretaña, departamento de Finisterre, en el distrito de Brest y cantón de Daoulas.

## Demografía
| 1269 | 1315 | 1411 | 2030 | 2941 | 3466 |
| Para los censos de 1962 a 1999 la población legal corresponde a la población sin duplicidades (Fuente: INSEE [Consultar]) |      |      |      |      |      |